# Station Leixlip Louisa Bridge
Station Leixlip Louisa Bridge is een spoorwegstation in Leixlip in het Ierse graafschap Kildare. Het station ligt aan de lijn Dublin - Sligo. Bijzonder is dat het stationsgebouw zich in de brug boven het spoor bevindt. De huidige naam kreeg het station in 1990 toen Leixlip een tweede station kreeg.
Het station wordt niet bediend door de intercity tussen Dublin en Sligo, maar alleen door de forensentreinen die rijden tussen Maynooth en Dublin. In de spits rijden twee treinen per uur, buiten de spits een per uur. 